# Trichosaundersia nora
Trichosaundersia nora är en tvåvingeart som beskrevs av Charles Howard Curran 1947. Trichosaundersia nora ingår i släktet Trichosaundersia och familjen parasitflugor.
Artens utbredningsområde är Guatemala. Inga underarter finns listade i Catalogue of Life.